# Anthony Hickox
Anthony Hickox (* 30. Januar 1959 in London, England, Großbritannien; † 9. Oktober 2023 in Rumänien) war ein britischer Filmregisseur, Schauspieler sowie Drehbuchautor.

## Leben und Werk
Als kleiner Junge schaute sich Anthony Hickox oft heimlich nachts Horrorfilme des britischen Filmunternehmens Hammer-Films im Fernsehen an. Seine bekanntesten Werke stammen aus dem Horrorgenre. Im Rahmen des Horrorfilms Hellraiser III drehte er einen Musikclip für die Band Motörhead. Vermehrt war er auch als Regisseur einzelner Folgen von US-Serien zuständig (New York Undercover; Extreme-Das Leben am Abgrund; Gejagt-Das zweite Gesicht; Pensacola-Flügel aus Stahl). Seim Schaffen umfasst mehr als zwei Dutzend Produktionen, sein Regiedebüt gab er 1988 mit Reise zurück in der Zeit.
Hickox lebte die letzten Jahre in Rumänien, wo er im Alter von 64 Jahren auch tot von der Polizei aufgefunden wurde. Freunde hatten diese verständigt, nachdem sie Hickox länger nicht gesehen hatten. Er war mit der Schauspielerin Madeline Anea verheiratet. Zuletzt war er in Rumänien als Schauspieler und Regisseur tätig. Seine Laufbahn im Filmgeschäft begann er als Filmpromoter im London der frühen 1980er Jahre. Als Regisseur verantwortete er mehr als 25 Produktionen, sein letzter von ihm inszenierter Film erschien 2020. Als Schauspieler wirkte er an mehr an rund 20 Produktionen mit. Die Vorbereitungen für die nächste Produktion Perfect Day, bei der Hickox die Regie übernehmen sollte, hatten ihn zuletzt nach London geführt. Hickox wurde von einem Sohn überlebt, der in Russland lebt.
Sein Vater Douglas Hickox war ebenfalls Regisseur. Seinem Sohn Anthony zuliebe, der bereits als Kind großer Fan von Schauergeschichten war, drehte Douglas Hickox 1973 den Horrorfilm Theater des Grauens, obwohl der Vater dieses Genre verabscheute. Auch seine Mutter Anne V. Coates war wie sein Bruder James D.R. Hickox und seine Schwester Emma E. Hickox im Filmgeschäft tätig.

## Filmografie (Auswahl)
- 1988: Reise zurück in der Zeit (Waxwork)
- 1990: Sundown – Der Rückzug der Vampire (Sundown – The Vampire in Retreat)
- 1992: Spaceshift (Waxwork II: Lost in Time)
- 1992: Hellraiser III
- 1993: Warlock – Satans Sohn kehrt zurück (Warlock: The Armageddon)
- 1994: Full Eclipse (Fernsehfilm)
- 1995: Hell’s Passion (Payback)
- 1996: Tödliche Umstände (Invasion of Privacy)
- 1997: Prinz Eisenherz (Prince Valiant)
- 1999: Storm Catcher
- 2000: Jill Rips
- 2000: Bei Berührung Tod (Contaminated Man)
- 2001: In den Fängen des Verrats (Last Run)
- 2002: Federal Protection
- 2003: Consequence
- 2004: Blast
- 2005: Submerged
- 2009: Knife Edge – Das zweite Gesicht (Knife Edge)
- 2013: Prisoners of the Sun
- 2015: Exodus to Shanghai
- 2020: Infamous 6